# Ismael Rivero
Ismael Rivero (* im 20. Jahrhundert) ist ein ehemaliger uruguayischer Fußballspieler.

## Karriere

### Verein
Offensivakteur Rivero stand 1941 in Reihen der Rampla Juniors. Im selben Jahr kam er auch beim argentinischen Klub CA River Plate in der Primera División zum Einsatz und schoss dort fünf Tore. Sein Verein gewann die Argentinische Meisterschaft. 1942 war er bei den Chacarita Juniors und beim Club Atlético Tigre aktiv.

### Nationalmannschaft
Rivero gehörte der A-Nationalmannschaft Uruguays an, für die er zwischen dem 18. Juli 1940 und dem 26. Februar 1941 sechs Länderspiele absolvierte und fünf Länderspieltore schoss. Mit der Celeste nahm er an den Südamerikameisterschaft 1941 teil und war dort mit drei Treffern erfolgreichster uruguayischer Torschütze des Turniers. Überdies wurde er 1940 sowohl bei der Copa Hector Gomez als auch bei der Copa Mignaburu eingesetzt.

### Erfolge
- Argentinischer Meister: 1941